# 스카이파이어 (우주선)
스카이 파이어(Sky Fire)는 SLS의 첫 번째 미션인 EM-1의 일환으로 2020년 12월 다른 13개의 소형 위성과 함께 발사되는 저비용 큐브 위성이다. 목적은 달의 표면에서 반사되는 빛을 분광하여 달의 구성 성분 및 질량을 확인하는 것이다. 주 목표 외에도 달의 열 분포를 확인하고 큐브 위성을 상용화 등의 목적이 있다. 궤도는 GSO를 사용하여 한 곳을 레이저 반사로 집중적으로 탐사한다.

## 역사
2015년, NASA의 NextSTEP(Next Space Technologies for Exploration Partnerships)라는 프로그램에서 2015년 4월 최종 개발 후보로 선택되었다. 이후 개발 속도 가속을 위해 록히드마틴과 140만 달러 상당의 계약을 하면서 개발 속도가 가속되어 2020년 8월 또는 9월 내 개발이 완전히 완료될 것이다.

## 발사
2020년 12월, 스카이파이어를 비롯한 13개의 위성의 SLS의 첫 번째 임무인 EM-1의 일환으로 발사된다.

## 추진
새로운 기술 연구와 획기적인 우주선 추진 실험을 위하여 저출력 전기 스프레이 엔진이 조립된다.

## 같이 발사되는 인공위성들
- NEA 스카우트
- 루나 플래쉬라이트
- 바이오 센티넬
- 루나 아이스큐브
- CuSP
- 루나H-맵
- EQUULEUS
- 오모테나시
- 아르고 문
- 시스 루나 익스플로어
- CU-E3
- 팀 마일스

## 같이 보기
- NEA 스카우트
- 바이오 센티넬
- 오모테나시
- 루나 플래쉬라이트